# Kathrin Wilhelm
Kathrin Wilhelm (Sölden, 8 giugno 1981) è un'ex sciatrice alpina austriaca.

## Biografia
Originaria di Sölden e attiva in gare FIS dal novembre del 1996, la Wilhelm esordì in Coppa Europa il 16 dicembre 1998 a Megève in supergigante (7ª) e ai Mondiali juniores di Québec 2000 vinse la medaglia d'oro nella medesima specialità; sempre in supergigante debuttò in Coppa del Mondo, il 16 marzo successivo a Bormio (20ª), e vinse nuovamente la medaglia d'oro nella rassegna iridata giovanile di Verbier 2001.
Pur non avendo mai conquistato un podio in una gara di Coppa del Mondo, Kathrin Wilhelm si distinse nel circuito della Coppa Europa come una delle migliori specialiste del supergigante a livello continentale: nel 2002 e nel 2006 si classificò 2ª nella classifica generale e nel 2004 vinse quella di supergigante. In tale specialità conquistò, sempre nel circuito continentale, il primo podio, l'11 gennaio 2002 a Tignes (3ª), tutte le sue cinque vittorie (la prima il 16 marzo 2002 a La Clusaz, l'ultima l'8 marzo 2004 in Sierra Nevada), e l'ultimo podio, il 24 gennaio 2006 a Megève (3ª).
Anche in Coppa del Mondo ottenne il suo miglior piazzamento in supergigante, il 3 dicembre 2006 a Lake Louise (4ª); si ritirò al termine della stagione 2007-2008 e la sua ultima gara fu la discesa libera di Coppa del Mondo disputata l'8 marzo a Crans-Montana, chiusa dalla Wilhelm al 35º posto. In carriera non prese parte a rassegne olimpiche o iridate.

## Palmarès

### Mondiali juniores
- 2 medaglie:
  - 2 ori (supergigante a Québec 2000; supergigante a Verbier 2001)

### Coppa del Mondo
- Miglior piazzamento in classifica generale: 54ª nel 2007

### Coppa Europa
- Miglior piazzamento in classifica generale: 2ª nel 2002 e nel 2006
- Vincitrice della classifica di supergigante nel 2004
- 15 podi:
  - 5 vittorie
  - 4 secondi posti
  - 6 terzi posti

#### Coppa Europa - vittorie
| Data            | Località      | Paese   | Specialità |
| --------------- | ------------- | ------- | ---------- |
| 16 marzo 2002   | La Clusaz     | Francia | SG         |
| 5 gennaio 2004  | Tignes        | Francia | SG         |
| 2 febbraio 2004 | Bardonecchia  | Italia  | SG         |
| 3 febbraio 2004 | Bardonecchia  | Italia  | SG         |
| 8 marzo 2004    | Sierra Nevada | Spagna  | SG         |

Legenda:

SG = supergigante